# Tatsurō Yamashita
Tatsuro Yamashita (山下 達郎, Yamashita Tatsurō. también conocido en Japón como "Tatsu Yamashita" o "Tats Yamashita", Ikebukuro, Toshima (Tokio), 4 de febrero de 1953) es un productor, compositor, músico y cantante japonés, considerado por ser pionero y máximo exponente en el estilo japonés del City Pop
Su estilo de música está muy influenciado por el Rock y Pop norteamericano de la década de 1960, y su canción más conocida es "Christmas Eve", canción individual más vendida en la década de 1980 en Japón, yapareciendo en la lista de sencillos japoneses durante más de 35 años consecutivos.
Yamashita es también conocido por sus colaboraciones con su esposa, la cantante Mariya Takeuchi, en muchas canciones, incluida "Plastic Love", así como con el compositor estadounidense Alan O'Day, con quien escribió las exitosas canciones "Your Eyes", "Magic Ways" "Love Can Go the Distance" y "Fragile". Activos desde la década de 1970, tanto Yamashita como Takeuchi son considerados como los principales expositores y contribuyentes a la música japonesa, y Yamashita es clasificado por HMV Japan como sexto en el Top 100 de artistas japoneses.

## Primeros años
En 1973 Yamashita formó una banda llamada Sugar Babe con los músicos Taeko Ohnuki y Muramatsu Kunio, posteriormente lanzaron su único álbum titulado "songs". Sin embargo en 1976 la banda se separó y Yamashita firmó un contrato con RCA iniciando así una carrera como solista. Ese mismo año lanzó su primer álbum llamado "Circus Town". En 1979 le fue otorgado un premio por el éxito del mismo.
En 1980 su canción "Ride on time" alcanzó el puesto número 3 en las listas de Oricon, de su nuevo álbum del mismo nombre.

## Salto a la Fama con "Christmas Eve"
Yamashita es conocido fuera de Japón por su tema "Christmas Eve", este fue inicialmente lanzado en su álbum nombrado "Melodies" liberado en 1983. El sencillo ha continuado siendo un éxito total durante el transcurso de las décadas, la canción está considerada todo un estándar durante las épocas navideñas en Japón. 20 años después de su lanzamiento le fue otorgado un premio especial por el tema.

## Años Recientes
Con su carrera en solitario ha publicado 18 álbumes de estudio, 2 álbum en vivo entre ellos recopilaciones múltiples y más de 40 singles. Es uno de los cantantes en solitario con más éxito en Japón. Ha vendido alrededor de 9 millones de copias en total, también ha compuesto temas para películas, dramas y anuncios de televisión. Al mismo tiempo, ha colaborado con otros artistas y músicos japoneses, al igual que con su Cónyuge (Mariya Takeuchi) quien tiene también una carrera como músico compositora y cantante. La pareja contrajo matrimonio en 1982, poco después tuvieron a su única hija.
En 2019 Tyler, The Creator sampleó su canción “Fragile” en la canción GONE, GONE/ THANK YOU. 

## Discografía
Albums de estudio
- Circus Town (1976)
- Spacy (1977)
- IT'S A POPPIN' TIME (Live ver./1978)
- Go Ahead! (1978)
- Moonglow (1979)
- COME ALONG (1980)
- Ride on Time (1980)
- For You (1982)
- Melodies (1983)
- Big Wave (1984)
- Pocket Music (1986)
- Boku no Naka no Shounen  (1988)
- Artisan (1991)
- Season's Greetings (1993)
- Yamashita Tatsurou CM Zenshuu Vol. 1 (Second Edition) (1996)
- Cozy (1998)
- Yamashita Tatsurou CM Zenshuu Vol. 2 (2001)
- THE WORKS OF TATSURO YAMASHITA Vol. 1 -Yamashita Tatsuro Sakuhinshuu Vol. 1- (2004)
- Sonorite (2005)
- Ray of Hope (2011)

## Álbum con Sugar Babe
- Songs (1975)

## Álbum con otros músicos
- Niagara Triangle Vol. 1 (Junto a Ei-ichi Otaki y Ginji Ito)

## Álbums en vivo
- Joy: Tatsuro Yamashita Live (1989)

## Álbums de covers
- On the Street Corner 1 (1980)
- On the Street Corner 2 (1986)
- On the Street Corner 3 (1999)